# لونيغو
لونيغو (بالإيطالية: Lonigo)‏ هي مدينة في مقاطعة فشنزة بمنطقة فنيتة، شمال إيطاليا.